# العلاقات الفيجية الليسوتوية
العلاقات الفيجية الليسوتوية هي العلاقات الثنائية التي تجمع بين فيجي وليسوتو.

## مقارنة بين البلدين
هذه مقارنة عامة ومرجعية للدولتين:
| وجه المقارنة                                              | فيجي                                                                 | ليسوتو                      |
| --------------------------------------------------------- | -------------------------------------------------------------------- | --------------------------- |
| المساحة (كم2)                                             | 18.27 ألف                                                            | 32.96 ألف                   |
| عدد السكان (نسمة)                                         | 915.30 ألف                                                           | 2.23 مليون                  |
| الكثافة السكانية (ن./كم²)                                 | 50.1                                                                 | 67.66                       |
| العاصمة                                                   | سوفا                                                                 | ماسيرو                      |
| اللغة الرسمية                                             | لغة إنجليزية، اللغة الفيجية، اللغة الفيجي الهندية، اللغة الهندستانية | لغة إنجليزية، اللغة السوتية |
| العملة                                                    | دولار فيجي                                                           | لوتي ليسوتو                 |
| الناتج المحلي الإجمالي (بليون دولار)                      | 5.06 مليار                                                           | 2.64 مليار                  |
| الناتج المحلي الإجمالي (تعادل القوة الشرائية) بليون دولار | 8.32 مليار                                                           | 6.30 مليار                  |
| الناتج المحلي الإجمالي الاسمي للفرد دولار أمريكي          | 4.96 ألف                                                             | 1.07 ألف                    |
| الناتج المحلي الإجمالي للفرد دولار أمريكي                 | 8.79 ألف                                                             | 2.64 ألف                    |
| مؤشر التنمية البشرية                                      | 0.727                                                                | 0.497                       |
| رمز المكالمات الدولي                                      | +679                                                                 | +266                        |
| رمز الإنترنت                                              | .fj                                                                  | .ls                         |
| المنطقة الزمنية                                           | ت ع م+12:00                                                          | ت ع م+02:00                 |

## منظمات دولية مشتركة
يشترك البلدان في عضوية مجموعة من المنظمات الدولية، منها:
| علم المنظمة | اسم المنظمة                                 | تاريخ انضمام فيجي | تاريخ انضمام ليسوتو |
| ----------- | ------------------------------------------- | ----------------- | ------------------- |
|             | الاتحاد البريدي العالمي                     | ?                 | ?                   |
|             | يونسكو                                      | 14 يوليو 1983     | 29 سبتمبر 1967      |
|             | البنك الدولي للإنشاء والتعمير               | 28 مايو 1971      | 25 يوليو 1968       |
|             | منظمة التجارة العالمية                      | ?                 | ?                   |
|             | وكالة ضمان الاستثمار متعدد الأطراف          | 24 سبتمبر 1990    | 12 أبريل 1988       |
|             | الاتحاد الدولي للاتصالات                    | 5 مايو 1971       | 26 مايو 1967        |
|             | منظمة الشرطة الجنائية الدولية               | ?                 | ?                   |
|             | مؤسسة التمويل الدولية                       | 12 يوليو 1979     | 29 سبتمبر 1972      |
|             | الأمم المتحدة                               | 13 أكتوبر 1970    | 17 أكتوبر 1966      |
|             | مجموعة دول أفريقيا والكاريبي والمحيط الهادئ | ?                 | ?                   |
|             | مؤسسة التنمية الدولية                       | 29 سبتمبر 1972    | 19 سبتمبر 1968      |
|             | منظمة حظر الأسلحة الكيميائية                | ?                 | ?                   |
|             | المركز الدولي لتسوية المنازعات الاستشارية   | 10 سبتمبر 1977    | 7 أغسطس 1969        |

## وصلات خارجية
- موقع وزارة الخارجية الفيجية
- موقع وزارة الخارجية الليسوتوية